# Slovaška matica
Slovaška matica (slovaško Matica slovenská) je najstarejša slovaška nacionalna kulturna in znanstvena organizacija. Sedež Slovaške matice je v mestu Martin, nacionalnem kulturnem središču Slovakov, v katerem je bil leta 1863 ustanovljena Slovaška matica (ponovno 1919). Slovaška matica je pravna oseba. Svoje organizacijske enote ustanavlja na ozemlju Republike Slovaške, kot tudi v tujini. Status in dejavnost Slovaške matice določa Zakon številka 68/1997 Zbirke zakonov o Slovaški matici s spremembami in dopolnitvami zakona 3 , kot tudi Statut Slovaške matice.  

## Usmerjenost in misija Slovaške matice
Slovaška matica je javnopravna ustanova. Deluje kot nacionalna, neodvisna, nestrankarska, nadkonferenčna, nadresorna, znanstvena in kulturna ustanova. Slovaška matica je imela posebno vlogo v procesu nacionalne samoopredelitve in zaščite nacionalnih pravic, ohranjanja identitete in razvoja kulture slovaškega naroda. Misija Slovaške matice v 21. stoletju je sistematično razvijanje duhovnega, nacionalnega, kulturnega in družabnega življenja vseh članov slovaškega naroda, kot tudi članov drugih skupnosti, ki živijo na ozemlju Republike Slovaške. Slovaška matica razvija in krepi nacionalno-kulturno življenje slovaškega naroda, njegovo nacionalno zavest in nivo izobraženosti, ter spodbuja ustvarjanje in ohranjanje kulturne dediščine in tradicije. Ustvarja sodelovanje s člani narodov, ki živijo na ozemlju Republike Slovaške, kot tudi z ostalimi narodi v tujini, s ciljem spoznavanja in izmenjave kulturnih vrednot. Slovaška matica prispeva k razvoju slovaške znanosti, kulture, umetnosti in izobraževanja in vseh oblik duhovnega in družabnega življenja, ki krepijo nacionalno zavest, še posebej pri slovaški inteligenci, študentih in mladih. Neguje in razvija posebno sodelovanje z maticami slovanskih narodov in slovaškimi maticami, ki delujejo izven ozemlja Republike Slovaške.

## Cilji Slovaške matice
Glavni cilji, ki jih je določila država Slovaški matici, ki so definirani z določili Zakona o Slovaški matici so: krepitev slovaškega domoljubja, krepitev odnosa državljanov do slovaške državnosti, izvajanje osnovnih raziskav v slovastistiki, udeležba v razvoju lokalne in regionalne kulture, vplivanje na mladino v duhu nacionalnih, moralnih in demokratskih vrednot, povečevanje nacionalne zavesti Slovakov v večjezikovnih okoljih v Slovaški Republiki; izboljševanje odnosa med kulturami državljanov pripadnikov nacionalnih manjšin in etničnih skupin na ozemlju Slovaške republike in nacionalne slovaške kulture, združevanje ustvarjalcev in pripadnikov slovaške kulture in znanosti v svetu; dajanje podpore promoviranju Republike Slovaške lastnim informacijskim in kulturnim centrom ustanovljenim v tujini; razvijanje odnosa z evropskimi in svetovnimi organizacijami za vprašanja kulture, nacionalne identitete, duhovnega življenja in ohranitve splošnih vrednot človeštva; ustanavljanje fondacij in skladov za podporo nacionalnem in kulturnem življenju Slovakov na Slovaškem in v tujini, kot tudi za nagrajevanje najbolj znanih posameznikov iz določenih področij ustvarjalnosti; sodelovanje z državnimi organi in z organi lokalnih samouprav z namenom razvoja kulture in družabnega življenja; objavljanje pristne slovaške umetniške ustvarjalnosti, znanstvenih del, izobraževalnih in znanstveno priljubljenih del, novinarskega in periodičnega tiska, propagiranje slovaške zgodovine, kulture in osebnosti preko pristnih avdiovizualnih dokumentarnih del, produkcija kulturnega obvešanja o lastnem delovanju preko elektronskih medijev in internetnih omrežij; sodelovanje v procesu izdelave učbenikov in šolskih tekstov posameznih predmetov družbenih znanosti za osnovne in srednje šole, na podlagi pooblastila Ministrstva za izobraževanje Republike Slovaške.

## Delovne enote Slovaške matice:
- Arhiv Slovaške matice
- Članska centrala Slovaške mtice
- Finančno-ekonomski oddelek Slovaške matice
- Informacijski center Slovaške matice
- Muzej Slovakov v tujini Slovaške matice
- Regionalni centri Slovaške maticeе (Domovi Slovaške matice in Regionalni centri Slovaške matice)
- Izposoja kostumov in nošenj Slovaške matice
- Uredništvo Slovaškega nacionalnega časopisa
- Uredništvo časopisa Slovaški pogledi
- Tajništvo predsednika in upravnika Slovaške matice
- Slovaški zgodvinski zavod Slovaške matice
- Slovaški literarni zavod Slovaške matice
- Center nacionalnih zvez Slovaške matice
- Tehnično investicijski oddelek Slovaške matice
- Znanstvena centrala Slovaške matice
- Založništvo Slovaške matice

## Sedeži Slovaške matice

### Prva zgradba Slovaške matice
Izgradnja prve zgodovinske zgradbe s sedežem Slovaške matice, katere naziv je tudi Nacionalna voditeljica, je začeta leta 1864 po projektu Karola Harrera, z dopolnitvami gradbenika Jana Nepomuka Bobula, kateremu je bila zaupana izgradnja. Temeljni kamen v centru mesta Martin je bil položen 6. aprila 1864, na slovesni postavitvi je bil prisoten takratni vršilec dolžnosti prvega podpredsednika Slovaške matice, Karol Kuzmany, evangeličanski duhovnik in superintendent. Delno dokončana stavba je slovesno odprta 8. avgusta 1865 kot Dom Slovaške matice, druga faza gradnje je končana leta 1869. Ogrsko Ministrstvo za notranje zadeve v okviru vseprisotne madžarizacije ne madžarskih narodov je leta 1875 ustavilo delovanje Slovaške matice, vso njeno premoženje, vključno z zgradbo s sedežem, pa zaseglo v korist ogrske države.
V obdobju od leta 1899 do leta 1900 je bila zgradba dozidana in hkrati prilagojena izključno za administrativne potrebe ogrskih državnih organov. Po ponovni ustanovitvi Slovaške matice 1.1.1919 je češkoslovaška vlada prek ministrstva, pooblaščenega za upravljanje s Slovaško, Matici vrnila njen prvotni sedež. Tokrat so imeli v zgradbi sedež tudi češkoslovaški državni uradi, vednar s svojimi kapacitetami ni bila dovolj za realizacijo razvojenga načrta delovanja matice. Avgusta 1919 se je rodila ideja o izgadnji nove, večje in modrnejše matičine zgradbe, ki je realizirana leta 1926, ko je prva zgradba prenehala z izvrševanjem funkcije sedeža Slovaške matice. Leta 1963 je razglašena za kulturni spomenik, danes ima status nacionalnega kulturnega spomenika. Danes je v tej zgradbi nameščena stalna namestitev zgodovine slovaške književnosti, v njej se nahajajo razstavni prostori, depoji in strokovni oddelki Literarnega muzeja Slovaške nacionalne knjižnice.

### Druga zgradba Slovaške matice
Druga zgradba Slovaške matice je danes v funkciji sedeža Matice in se nahaja v ulici Pavla Mudronja in širšem centru mesta Martin. Projektiral jo je arhitekt Jan Palkovič, izvedbena dela je izvedel gradbenik Stanislav Zachar iz mesta Vrutki. Temeljni kamen je položen 13. avgusta 1924 tekom avgustovskih matičinih slovesnosti. Izgradnja je potekala od jeseni 1924 do februarja 1926. Slavnostno odprtje zgradbe je bilo 29. avgusta 1926. Na platoju pred zgradbo je odkrit spomenik znanemu slovaškemu pisatelju in domoljubu Svetozarju Hurbanu Vajanskemu. Leta 1965 je na tem mestu postavljen alegorijski kip Slovaške matice akademskega kiparja Jana Kulicha, medtem ko je spomenik Svetozarju Hurbanu Vajanskemu premaknjen in postavljen pred prvo zgradbo Slovaške matice.
Druga zgradba Slovaške matice, na podlagi svojih arhitektonskih značilnosti, pripada reprezentativnim gradbenim delom mesta Martin. Pomembne značilnosti zgradbe, kot so visoki stebri, portik, timpanoni in stroga simetrija, uvrščajo zgradbo v dela neoklasične arhitekture. Zaradi njenega vsedružbenega pomena je leta 1963 razglašena za kulturni spomenik. Poleg administrativnega dela zgradbe ta naslov obsega tudi pomožne stavbe, dvoriščni park in spomenik posvečen oseminštiridesetim zahrbtno ubitim udeležencem Slovaške narodne ustaje leta 1944. 
V parku sv. Cirila in Metoda se nahaja reprezentativni pantenon, doprsni kipi pomembnih narodnih in matičinih ustajnikov. Prvi doprsni kip je odkrito 2. oktobra 2012 ob povodu 250. letnice rojstva kodifikatorja slovaškega knjižnega jezika Antona Bernolaka. Na področju je do konca leta 2020 odkrito skupaj štirideset doprsnih kipov narodnih ustajnikov v naslednjem vrstnem redu:
- 2. oktobra 2012 – kodifikator književnega jezika Anton Bernolak;
- 2. avgusta 2013 – prvi predsednik Slovaške matice Štefan Moyses, prvi podpredsednik Slovaške matice Karol Kuzmany in častni predsednik Slovaške matice Jan Francisci;
- 1. avgusta 2014 – vodilni predstavnik nacionalnega gibanja prve polovice 20. stoletja in član odbora Slovaške matice Andrej Hlinka;
- 7. avgusta 2015 – vodilni predstavnik narodnega slovaškega gibanja v 19. stoletju in kodifikator slovaškega knjižnega jezika L‘udovit Štur in upravnik Slovaške matice in pisatelj Jozef Ciger Hronsky;
- 17. avgusta 2015 – pisatelj in narodni ustajnik Svetozar Hurban Vajansky in ustanovitelj Slovaške lige v Ameriki Štefan Furdek;
- 11. avgusta 2017 – prvi predsednik Slovaške narodne skupščine Jozef Miloslav Hurban in ustanovitelj Slovaške matice in Združenja sv. Vojtecha Andrej Ľudovit Radlinsky;
- 30. oktobra 2018 – predsednik Slovaške matice, slovaške narodne stranke in slovaške narodne skupščine Matuš Dula;
- 4. avgusta 2019 – predsednik Slovaške matice, prvi predsednik in prvi generalni nadzornik Slovaške evangeličanske (op. a.) cerkve Jan Vanovič;
- 23. septembra 2020 – doživljenjski upravnik Slovaške matice Jozef Škultety;
- 4. avgusta 2021 – državnik in politik, častni član Slovaške matice Alexander Dubček;
- 4. oktobra 2021 –ustanovitelj in predsednik Svetovnega kongresa Slovakov; član Slovaške matice Štefan Boleslav Roman;
- 7. јunija 2022 – ideolog nacionalnega gibanja in ustanovitelj Štefan Marko Daxner.

### Tretja zgradba Slovaške matice
Slavnostna položitev temeljnega kamna za tretjo zgradbo Slovaške matice, ki se nahaja na Hostihorju, je bila v sklopu velike proslave ob stoletnici Slovaške matice 4. avgusta 1963. V uporabo je predana 31. avgusta 1975 in je tretja matičina zgradba postala novo moderno in večfunkcionalno središče Matice. Po začetku veljavnosti novega zakona o knjižnicah št. 183 v maju leta 2000, je Slovaška narodna knjžnica ločena od Slovaške matice, kot njene matičine institucije, od 1. julija 2000 je postala samostojna pravna oseba s sedežem na Hostihorju. Paradoksalno je na podlagi zakona ločena poleg tretje, tudi prva zgodovinska zgradba Slovaške matice. Tretja zgradba je postala sedež Slovaške narodne knjižnice, matičin sedež se je vrnil v drugo zgradbo matice.

## Iz zgodovine Slovaške matice – koledar
1861
- V času 6.-7. junija na Slovaški narodni skupščini v Martinu, v političnem programu znanem pod nazivom Memorandum slovaškega naroda, je oblikovana zahteva za ustanovitev slovaškega kulturnega društva. Z ustanovitvijo društva Stalni narodni odbor je zaupal Začasnemu odboru Matice, ki je izvedel vse organizacijske korake k ustanovitvi, pripravil prvi matičin Statut in bil zaslužen za pridobitev dovoljenja na cesarskem dvoru na Dunaju.

1863
- Na ustanovni prvi generalni skupščini 4. avgusta v Martinu, ki je potekala v okviru proslave tisočletnice prihoda slovanskih apostolov sv. Cirila in Metoda na naše področje, je nastala Slovaška matica. Njen cilj v duhu nacionalnih in krščanskih idej je bil, da „pri članih slovaškega naroda vzbuja, širi in utrjuje moralno in umsko izobraženost; da neguje in podpira slovaško književnost in lepe umetnosti in s tem spodbuja materilano dobrobit slovaškega naroda in dela  na njenem napredovanju.“ Za predsednika Slovaške matice je imenovan katoliški škof iz Banske Bistrice Štefan Moyses, za prvega vršilca dolžnosti funkcije podpredsednika je bil izbran evangeličanski nadučitelj Karol Kuzmany. V prvem matičinem odboru so aktivno delovali najbolj značilni predstavniki slovaškega naroda, kot so: Jozef Miloslav Hurban, Michal Miloslav Hodža, Jan Francisci, Štefan Marko Daxner, Viliam Pauliny-Toth, Adolf Dobriansky in drugi.

1864
- Z odločitvijo 2. generalne skupščine je Slovaška matica za tiskanje vseh matičinih publikacij in dokumentov sprejela normativ književnega jezika po L‘udevitu Šturu (v skladu z reformo Martina Hattale), kot pisavo pa latinico.

1865
- Nacionalna voditeljica, prva zgradba Slovaške matice v Martinu, je odprta slovesno 8. avgusta v okviru 3. generalne skupščine. Njena izgradnja je financirana iz vsenarodnih denarnih zbirk.

1866
- Avstrijski cesar Franc Jožef I. je na Dunaju sprejel matičino delegacijo, katero je vodil Viliam Pauliny-Toth, ki je vladarju v imenu Slovaške matice in slovaškega naroda izkazala zvestobo po izgubi avstrijsko-pruske vojne. Predali so mu tudi potrdilo o članu ustanovitelju Slovaške matice, kar je vladar sprejel.

1869
- V Martinu je 3. marca ustanovljeno Tiskarsko delniško društvo, katerega primarni cilj je bil zavzemanje za ustvarjanje dobrih pogojev za založništvo slovaškega in matičinega tiska in na splošno dobrih pogojev za tiskarsko dejavnost.  V Svetem Križu (danes Žjar nad Hronom) na praznik sv. Cirila in Metoda je umrl prvi predsednik Slovaške matice in bansko-bistriški škof Štefan Moyses (rojen 24. oktobra 1797).

1873
- Podpredsednik Slovaške matice Viliam Pauliny-Toth in njen tajnik František Vit'azoslav Sasinek sta reagirala v apologetičnem spisu Pro memoria Slovaške matice, katerega je tiskalo Tiskarsko delniško društvo, naslovljeno pa je bilo na ogrskega premierja Jozsefa Szlavija, na napade proti matičinemu gibanju s strani madžarske šovinistično usmerjene politike in tiska.

1875
- Ogrska vlada je 12. novembra zaustavila delovanje Slovaške matice. Odvzela ji je celotno premoženje, finančna sredstva Slovaške matice je kasneje (leta 1885) posredovala odpadniškemu Ogro-krajinskemu slovaškemu izobraževalnemu društvu (MTKE), ki je delalo za madžarizacijo Slovakov. Zbirke je posredovala kantonalnim muzejem.
- Slovaška matica je v obdobju od leta 1863 do leta 1875 realizirala veliko zbiralno, založniško, izobraževalno in znanstveno dejavnost. Shranjevala je arhivske, knjižnične in muzejske zbirke. Objavila je 82 zvezkov knjig, od tega 12 izdaj prvega slovaškega narodnega časopisa Letopis Slovaške matice. Slovaškim znanstvenikom in študentom je dajala štipendije, vzpostavljala domače in tuje stike s slovaškimi kulturnimi inštitucijami in maticami, kot je bila Srpska matica (1826), Češka matica (1831), Ilirska matica (1842), Lužičko-srpska matica (1847), Hališko-ruska matica (1848), Moravska matica (1849) in Slovenska matica (1864). Zaporedni poskusi za obnovitev delovanja Slovaške matice po njenem zaprtju v novembru 1875, so bili neuspešni. Kljub temu, te dejavnosti so nadaljevala društva, ki so bila vsenarodno pokrita, posebej Živena (1869), Tiskarsko delniško društvo (1869), Društvo sv. Vojtecha (1870), Slovaško pesniško društvo (1872) in Muzejsko slovaško društvo (1893).

1893
- Aktivist med Slovaki v tujini in rimokatoliški duhovnik, Štefan Furdek, je v Chicagu (Ilinois, ZDA) ustanovil Slovaško matico v Ameriki. Zahvaljujoč njemu so se razvijala slovaška kulturna in cerkvena društva in šole v Združenih državah Amerike. Furdek je bil tudi prvi predsednik Slovaške lige v Ameriki (1907), krovne organizacije ameriških Slovakov.

1919
- Po nastanku Češkoslovaške Republike je minister s polnimi pooblastili za upravljanje Slovaške, Vavro Šrobar, 1. januarja objavil dekret o obnovi dejavnosti Slovaške matice. Do ponovne ustanovitve organizacije je prišlo 5. avgusta v Martinu. Za predsednike so bili imenovani Pavol Orszagh Hviezdoslav, František Richard Osvald, Matuš Dula (predsednik Slovaške narodne skupščine 1918-1919) in Vavri Šrobar, za matičine upravnike so bili imenovani Jozef Škultety in Jaroslav Vlček. Matica se je skoncentrirala na znanstveno, izobraževalno, zbiralno in založniško dejavnost. Zgodovinski prvi mestni odbor Slovaške matice je nastal 2. novembra v Martinu. Do konca leta, v obdobju dveh mesecev, je na Slovaškem ustanovljeno skupno devet mestnih odborov Slovaške matice.

1920
- Na 2. generalni skupščini Slovaške matice 25. avgusta 1920 so ustanovljeni znanstveni odbori Slovaške matice. Med prvimi so bili Zgodovinski, Jezikovni in Etnološki odbor. Kasneje so nastali tudi Umetniški (1921), Literarnozgodovinski (1922), Pedagoški (1926), Geografski (1927), Filozofski (1941) in Sociološki odbor (1944).

1922
- Slovaška matica je prevzela vodenje v objavljanju najstarejšega slovaškega in evropskega kulturnega časopisa Slovaški pogledi, katerega je začel Jozef Miloslav Hurban leta 1846, obnovili pa so ga Svetozar Hurban Vajansky in Jozef Škultety leta 1881. Na pobudo Slovaške matice v Martinu je ustanovljen center amaterskih gledališč.

1926
- Dne 29. avgusta je slavnostno odprta nova, druga zgradba Slovaške matice v Martinu. Slavnostnega dogodka se je udeležilo 15-20 tisoč ljudi. Po svojem arhitekturnem stilu se ta zgradba uvršča med reprezentativne arhitekturne objekte mesta Martin. Zgradba je zaščitena kot kulturni spomenik, danes pa je v sedeža Slovaške matice.

1932
- Generalna skupščina, ki je potekala 12. maja, je v precejšnji meri vplivala na nadaljnje delovanje Slovaške matice, še posebej glede sprejemanja Pravil slovaškega pravopisa. Skoncentrirala se je na nacionalni program, intenzivirala znanstveno in razvila bogato založniško dejavnost.

1940
- Ministrstvo za izobraževanje in javno šolstvo je v Bratislavi 12. februarja potrdilo nova Pravila slovaškega pravopisa brez nagnjen čehizmu, katera je pripravila in objavila Slovaška matica in njen Lingvistični odbor (urednik Anton Augustin Banik). Na generalni skupščini Slovaške matice v Prešovu 12. maja je Jozef Škultety postal doživljenjski častni upravnik Matice. Za novega upravnika Slovaške matice imenovan je Jozef Ciger Hronski, za tajnike Jan Martak, Stanislav Mečiar in Jozef Cincik.

1941
- Na pobudo Slovaške matice je 1. maja v Martinu ustanovljeno društvo Slovaška narodna knjižnica. Med glavne cilje tega društva je uvrščeno pridobivanje in hramba tiskanih izdaj povezanih s Slovaki in Slovaško.

1943
- Na podlagi pooblastila matičinega odbora v Martinu je ustanovljeno delniško društvo »Neografija«, ena najmodernejših tiskarskih družb v Evropi.

1944
- Dne 29. avgusta 1944 se je začela slovaška narodna vstaja kot eden od najpomembnejših oboroženih odporov v z nacistično Nemčijo okupirani Evropi. V akcije odpora so se vključili na tisoče članov in funkcionarjev Slovaške matice, med ostalimi tudi Jan Martak, Julius Barč-Ivan, Alexander Hirner, František Oktavec, Vavro Šrobar, Laco Novomesky ter Vladimir Minač, Roman Kalisky, kot tudi Eva Kristinova.

1945
- Slovaško matico v Martinu so 25. januarja zapustili mnogi njeni vidni zaposleni in funkcionarji: Jozef Ciger Hronsky (upravnik), František Hrušovsky (tajnik znanstvenih odborov), Stanislav Mečiar, Jozef Cincik (oba tajnika) in referenti Koloman Geraldini, Dezider Nagel, Jan Okal' in Jozef Kobella, ki so se opredelili pozitivno proti režimu Slovaške države (1939 – 1945). Kasneje so doživljenjsko ostali v slovaškem izseljenstvu. Njihova imena bi morala biti izbrisana ne le iz matičine tradicija, pač pa tudi iz kolektivne zavesti celotnega naroda. Na podlagi odločitve skrbništva Slovaške narodne skupščine za izobraževanje in šolstvo je od 11. aprila začasno upravljanje Slovaške matice prevzel Jan Martak. Na generalnem zasedanju avgusta 1945 v Martinu so imenovani za nove predsednike Matice Laco Novomesky in Jura Hronec.

1948
- Komunistični režim je nacionaliziral matičino založniško družbo »Neografija«. V obdobju od leta 1949 do leta 1953 so politični organi postopoma prevzeli od Matice znanstveno delovanje, razpustili člansko skupnost in zmanjšali institucijo na center za izobraževalne dejavnosti. Dotedanjo znanstveno dejavnost so prevzeli posamezni instituti Slovaške akademije znanosti in umetnosti v Bratislavi.

1954
- Slovaška narodna skupščina je v aprilu sprejela zakon o Slovaški matici na podlagi katerega je v nasprotju z misijo in zgodovinskim statutom Matice, organizacija nacionalizirana, njena centrala pa združena s Slovaško nacionalno knjižnico. Slovaška matica je kot taka začela izvrševati naloge nacionalne knjižnice in bibliotekarske institucije.

1958
- Komunistični režim je uprizoril proces proti urednikom leksikografskega dela – Nacionalna enciklopedija, točneje proti članom Matice Alexandru Hirnerju, Janu Olexu, Jozefu Telgarskemu, Františku Oktavcu, ki so bili obsojeni na večletno zaporno kazen. V zvezi s tem pošastnim procesom, strankarskim preverjanjem in drugimi političnimi udarci usmerjenim proti Slovaški matici, so jo bili mnogi zaposleni prisiljeni zapustiti, kar je storil celo matičin upravnik Jan Martak.

1959
- Z ozirom na pomembna omejevanja svobode Slovaške matice v domovini, je v argentinskem mestu Beunos Aires ustanovljena Zdravilna Slovaška matica, na čelu s predsednikom Jozefom Cigerjem Hronskim.

1963
- Aleksander Dubček v Matici slovaškiSlovaška matica je svojo stoletnico proslavila z veliko slovesnostjo v sproščeni politični situaciji. Slovaška matica je dobila najvišje državno odlikovanje Red republike, katerega ji je podelil takratni najvišji državni in strankarski predstavnik Alexander Dubček. Dne 4. avgusta je postavljen temeljni kamen tretje zgradbe Slovaške matice v Martinu na Hostihorju.

1968
- Politično sproščanje je prineslo društvu upanje na oživitev prvotne misije in dejavnosti Slovaške matice, vključno s ponovno obnovitvijo njeneg članstva in razvoja skrbi za Slovake v izseljeništvu. To obetavno obdobje je kratko trajalo in je prenehalo 21. avgusta po okupaciji Češkoslovaške s strani vojske Varšavskega pakta in je trajalo tudi v obdobju normalizacije. Iz Slovaške matice je iz političnih razlogov v času takoimenovane normalizacije dobilo odpoved več zaposlenih (Tomaš Winkler, Ivan Kadlečik, Pavol Hruz, Jaroslav Reznik st. in drugi) kot tudi funkcionarji (Imrich Sedlak).

1973
- Slovaška narodna skupščina je 20. decembra sprejela zakon o Slovaški matici, ki je to organizacijo delno vrnil v obdobje izpred dvajset let. Članska baza je bila bistveno oslabljena, z delom je nadaljevalo le majhno število odborov, dejavnost Matice se je ponovno skoncentrirala predvsem na knjižnično dejavnost, bibliotekarstvo, literarno-muzejsko in arhivsko dejavnost.
- V obdobju od 1974 do 1990, za časa obdobja socialistične kulture je funkcijo predsednika Slovaške matice izvrševal prozaik, publicist in politični izvajalec Vladimir Minač, ki ima velike zasluge za razvoj znanstvene dejavnosti v Slovaški matici v navedenem obdobju.
- V času Mináčevega službovanja v Matici slovenski je najbolj napredovala gradnja Slovaške narodne knjižnice, kjer so se razvijali njeni fondi, bibliografija, informatizacija in avtomatizacija. Institucionalni del Matice slovenske je izpolnjeval funkcijo Slovaške nacionalne knjižnice in hkrati metodično upravljal okrožne knjižnice po vsej Slovaški.
- Leta 1974 je bila po njegovi zaslugi prva zgodovinska stavba v središču Martina, kjer je bil ustanovljen Slovaški narodni literarni muzej, vrnjena v upravo Matice slovaške. Začela je graditi svojo stalno razstavo slovaške književnosti od časa Velike Moravske do 20. stoletja in izdala zbirko Literárnomúzejný letopis. Vladimír Mináč je prav tako prispeval k obnovi in obnovi Literarnega muzeja Aleksandra Sergejeviča Puškina, ustanovljenega v kompleksu dvorcev v Brodzanyju pri Partizánskem.
- V času njegovega predsednikovanja v obdobju 1974-1989 se je število strokovnih delavcev Matice slovaške potrojilo in povzpelo na približno 500 zaposlenih.

1975
- 30. avgusta je v Martinu na Hostikorju odprta nova, veličastno zasnovana, tretja zgradba Slovaške matice, delo arhitektov Dušana Kuzme in Antona Cimmermana.

1983, 1988
- Leta 1983 je Vladimír Mináč v Matici slovaške ustanovil Oddelek za Slovake v zamejstvu in po svetu. Izhajala je tudi reprezentativna revija za Slovake v zamejstvu in po svetu Slovensko. Bil je pobudnik spektakularnega vsedržavnega praznovanja 125. obletnice ustanovitve Matice slovaške, ki je potekalo 14. avgusta 1988.[3]

1990
- Minister za kulturo 20. januarja razpusti vodstvo Slovaške matice na čelu z Vladimirjem Minačem, za začasno upravo imenuje predsednika Viliama Gruska in upravnika Imricha Sedlaka. V obodobju od 10. – 11. avgusta je potekala preustanovitvena generalna skupščina Slovaške matice v Martinu. Generalna skupščina je na mesto predsednika Matice imenovala Jozefa Markuša.

Leta 1991
- Slovaška narodna skupšina je 26. julija sprejela novi zakon o Slovaški matici, ki je omogočil postopen povratek od z državo upravljano institucijo do neodvisne ustanove. Bistveno se razvija in poudarja dejavnost odbora Slovaške matice, s ciljem podpore vzklije mreža institucionalni odborov.

1992
- Slovaška matica v sodelovanju s Svetovnim kongresom Slovakov prvič organizira srečanje mladih Slovakov iz celega sveta pod nazivom Svetovni festival slovaške mladine. Potekal je v obdobju od 12. do 19. julija v Martinu. Matičin festival je organizirala Slovaška matica periodično vsaka tri leta.

1993
- Nastanek samostojne Republike Slovaške je hkrati končanje večdesetletne borbe Slovaške matice za slovaško nacionalno identiteto. Postopoma prihaja do uresničenja tez Nacionalnega programa Slovaške matice, zasnovanih v letih od 1991 do 1992. Slovaški matici je vrnjen tisk „Neografija“, nacionalizirana s strani totalitarnega režima, časopis Slovaški pogledi, kot tudi posamezni nacionalizirani matičini domovi.

1997
- Zakon sprejet 13. februarja, katerega je sprejela Narodna skupščina Republike Slovaške, Slovaško matico definira kot javnopravno ustanovo, pri čemer ona poleg svojih zgodovinskih vlog dobi še druge državne vloge. Dne 17. julija se je v Martinu začelo Svetovno leto Slovakov.

2000
- Narodna skupščina Republike Slovaške je sprejela Zakon o knjižnicah številka 183/2000, katerega je, ob tem, da je bila izpuščena Slovaška matica pri njegovem sprejemanju, pripravil minister za kulturo Milan Knažko. Zakon se je v negativnem smislu dotaknil tudi dejavnosti Slovaške matice. Matica je morala zapustiti zgradbo v kateri je imela sedež v Martinu na Hostihorju, a tudi zgodovinsko prvo zgradbo – obe sta padli pod okrilje Slovaške nacionalne knjižnice.

2001
- Generalna skupščina Slovaške matice (16. – 17. novembra) je potekala v Martinu v napetem ozračju, ki ja nastalo zaradi sprejemanja Zakona o knjižnični dejavnosti na podlagi katerega je Slovaška matica izvzeta iz Slovaške nacionalne knjižnice.

2004
- Generalna supščina Slovaške matice v Spiški Novi Vesi je sprejela Programske zahteve za obdobje od leta 2004 do leta 2007 z možnostjo do leta 2010, kot tudi Memorandum Slovakov v domovini in tujini.

2007
- Slovaška matica je organizirala 1. evropski kongres Matic slovanskih narodov, na katerem so sodelovali predstavniki vseh povabljenih držav (Češka, Hrvaška, Nemčija, Slovenija, Srbija, Ukrajina), v katerih delujejo matičina društva.

2008
- Zgodovinsko prvo zasedanje vlade Republike Slovaške ob udeležbi najvišjih statutarnih predstavnikov in predsednikov Slovaške matice je potekalo 2. januarja ob povodu 15. letnice nastanka Republike Slovaške v zgradbi v kateri se nahaja sedež Slovaške matice v ulici Pavla Mudronje v Martinu.

2009
- Znotraj Martinskih matičinih slavnosti je bila otvoritev leta Jozefa Čigera Hronskega (avgust 2009 do julij 2010), ob povodu 50. letnice nastanka Slovaške matice v tujini in 50. letnice smrti Jozefa Čigera Hronskega.

2010
- Slovaška matica je v sodelovanju z Njitrjansko samoupravno regijo, mestom Njitra in drugimi mesti, v obdobju od 1. do 5. julija organizirala enajsti po vrsti Matičin svetovni festival slovaške mladine. V novembru je Generalna skupščina Slovaške matice v Martinu izbrala novega predsednika Matice Marjana Tkača, ki je zamenjal Jozefa Markuša – kontroverznega predsednika, ki je to funkcijo izvrševal dvajset let.

2013
- V Martinu je 1. avgusta 2013 potekal 2. evropski kongres matic slovanskih narodov, na katerem so sodelovali predstavniki Slovaške matice, Šleske matice, Slovenske matice, Bunjevske matice, Češke matice, Črnogorske matice, Srbske matice (Lužičko-srbske matice), Slovaške matice v Zakarpatju, Zveze Slovakov na Hrvaškem, Slovaške matice v Srbiji in Foruma slovanskih kultur iz Slovenije. V memorandumu Kongresa se navaja: „Intenzivirali bomo svoje kulturno delovanje znotraj nacionalnih kultur in upoštevali bomo vrednote manjšinskih in regionalnih kultur, ker je ignoriranje slednjih v skrajnem primeru osiromašenje bogatstva in raznolikosti človeškega duha, ki v svojih najrazličnejših aspektih ščitijo vse kulture in jezike sveta“. V času od 1. do 4. avgusta so v Martinu organizirane Nacionalne matičine slovesnosti kot največji dogodek znotraj praznovanja 150 let od ustanovitve Slovaške matice. Slavnostno je odprt Park sv. Cirila in Metoda, ki se nahaja v sklopu zgradbe sedeža Slovaške matice, odkrit je spomenik sv. Cirila in Metoda, kot tudi doprsni kip Štefanu Moysesu, Karolu Kuzmaniju in Janu Francisciju.

2015
- V letu posvečenem Ľudovitu Šturu je Slovaška matica izvedla skupno 86 dogodkov na Slovaškem, ki so bili posvečeni velikanu L‘udovitu Šturu, vključno s tremi znanstvenimi konferencami. V tem letu je Slovaška matica postavila doprsna kipa Ľudovítu Šturu in Jozefu Cígerju Hronskemu.

2017
- Na generalni skupščini Slovaške matice v Liptovskem Mikulašu v novembru je za novega predsednika ustanove imenovan, po letih zgodovinsko najmlajši predsednik ustanove, Marian Gešper. Prišlo je do generacijske zamenjave, kot tudi do prihoda novih, mladih predstavnikov Matice.

2018
- Slovaška matica je razglasila leto 2018 za Leto slovaške državnosti. Javnosti je predstavila zgodovinsko pot Slovakov do samostojne in demokratske Republike Slovaške in označila jubilej osebnosti in dogodkov brez katerih Slovaki ne bi postali emancipiran in neodvisen narod s samostojno državnostjo.
- Slovaška matica je organizirala serijo tematskih dogodkov s ciljem obeleževanja 100. obletnice podpisovanja Deklaracije slovaškega naroda in nastanka prve Češkoslovaške Republike 1918. leta. Nastal je tudi novi časopis za matičino gibanje Glas Matice. Njegova ustanovitev je predstavljala eno od dolgoletnih zahtev mestnih odborov in članske baze Slovaške matice.
- Tega leta je Slovaška matica postavila doprsni kip predsednika Slovaške matice Matuša Dula.

2019
- Slovaška matica je obeležila stoletnico ponovne ustanovitve in ob tej priložnosti se je skoncentrirala na znanstvene raziskave iz prve polovice 20. Stoletja, kot tudi na zgodovinsko prve mestne odbore ustanovljene leta 1919 v Martinu, Liptovskem Mikulašu, Ružomberku, Košicami, Trenčinu, Zvolenu, Breznu, Banski Bistrici in v Užgorodu.
- V Martinu je v obdobju od 5.-6. julija potekal 4. kongres matic in institucij slovanskih narodov (3. kongres slovanskih matic je bil v Sloveniji 4. februarja 2014).
- Glede na predhodne kongrese je tokratna udeležba razširjena na znanstvene ustanove drugih slovanskih narodov, kot tudi na druge družbene organizacije, ki se ukvarjajo s slovansko kulturo in znanostjo. Udeleženci so sprejeli slogan: „V tekočih procesih globalizacije, liberalizacije, informacijskih, internet in kibernetičnih tehnologij in vojn, postindustijske dobe in postmoderne, slovanske matice in kulturne institucije slovanskih narodov morajo še naprej promovirati in širiti tradicionalne konzervativne vrednote, predvsem krščanstvo in patriotizem. Še posebej se trudimo v slovanskem in evropskem okolju ohraniti tradicijo, katero sta začela Ciril in Metod, da podpiramo utemljenje vseslovanske in nacionalne identitete in zgodovinske zavesti.“
- Dne 12. oktobra se je srečalo 364 delegatov na zasedanju Slovaške matice v Liptovskem Mikulašu. Na zasedanju je sprejet revidiran Statut Slovaške matice in Program Slovaške matice za obdobje od 2019 do 2021 z možnostjo do leta 2025. V tem obdobju je Slovaška matica postavila doprsni kip predsednika Slovaške matice Jana Vanoviča.

2020
- Slovaška matica je razglasila leto 2020 za Leto nacionalne identitete v smislu intenzivne podpore in širjenja slovaške nacionalne identitete in razvoja slovaške državnosti. Postavila je doprsni kip upravnika Slovaške matice Jozefa Škultetija. Objavljeni sta prvi dve številki novega strokovnega časopisa Slovaške matice Slovaška – nacionalni spekter. Časopis izhaja dvakrat letno. Na sedežu institucije je obnovljeno delo Knjižnice Slovaške matice in začet njen sistematičen razvoj.

- Čeprav je od imenovanja novega predsednika Slovaške matice Mariana Gešperja leta 2017 realizirana vrsta pozitivnih sprememb v tej instituciji, po najnovejših parlamentarnih volitvah na Slovaškem od marca 2020 je začeta nova ministrska, administrativna in medijska degradacija Slovaške matice. Ta politična in ideološko motivirana nagnjenja in intervencije proti tradicionalizmu, nacionalnih in krščanskih idealov, ki utelešajo matičino gibanje, so kulminirale z zgodovinsko najnižjo državno finančno podporo delu Slovaške matice za leto 2021.

2021
- Doprsni kip Aleksandra Dubčka v aleji narodnih buditeljev, MartinSlovaška matica je razglasila leto 2021 za Leto Alexandra Dubčeka in ob tej priložnosti postavila doprsni kip Alexandra Dubčeka v parku pred sedežem Slovaške matice. V letu 2021 se poleg Aleksandra Dučeka spominjamo tudi stote obletnice rojstva Štefana Boleslava Romana, kanadskega podjetnika in prvega predsednika Svetovnega kongresa Slovakov, v čigar čast je Slovaška matica postavila zgodovinsko prvi njegov doprsni kip na Slovaškem. Prav tako se spominjamo tudi 190. obletnice Vzhodnoslovaške vaščanske vstaje, na katere je Slovaška matica spomnila z vrsto dogodkov in aktivnostmi po celotni Slovaški.

- Po štiriletnem mandatu so na Generalni skupščini Slovaške matice matičarji izbirali vodstvo organov matice. Na vodilni položaj institucije je ponovno izbran dosedanji predsednik Marian Gešper.[4]

- Založništvo Slovaške matice je po objavi kodifikacijskega priročnika Kratek slovar slovaškega jezika, objavilo še eno bistveno lingvistično delo Sodoben knjižni jezik.
- Četrti kongres matic slovanskih narodov in institucij, katerega je organizirala Slovaška matica ob povodu stoletnice ponovne ustanovitve Slovaške matice in podpisovanja Memoranduma slovaškega naroda, ki je potekal od 4. – 7. junija 2019 v Martinu, je prinesel tudi konkreten rezultat. Gre za unikatno monografijo pod nazivom Kongres matic slovanskih narodov in institucij, katero je pripravila Slovaška matica.

- Slovaška matica je označila okroglo 160. letnico sprejetje pomembnega emancipacijsko- političnega dokumenta Memorandum slovaškega naroda.

- Slovaška matica se je postavila v bran Nacionalnega pokopališča v Martinu in se organizirala po iniciativi ustanovitve novega Narodnega pokopališča v Bratislavi. Matica je zavrnila kakršnekoli poskuse namernega vplivanja na nacionalno in duhovno nasledstvo preko podpore iniciativi: »Nacionalno pokopališče je lahko samo eno«. Tudi v tem letu smo bili priče čelnim napadom na nacionalne kulturne ustanove. Ministrsko, administrativno in medijsko omalovaževanje je s svojo argumentacijo spominjalo na 50. in 60. leta 20. stoletja, ko si je totalitarni marksistični režim prizadeval diskreditirati in okrniti matičino delovanje s pomočjo takratnih vnetih medijskih propagandistov.

- 2021 je bilo v novejši zgodovini Slovaške matice eno od najbolj zapletenih iz aspekta financiranja svoje dejavnosti v zadnjih desetih letih. Matica je dobila najnižjo finančno podporo s strani države v višini 1.344.600 evrov, kar je bilo zmanjšanje proračuna preteklih let za triindvajset procentov.

2022
- Slovaška matica je razglasila leto 2022 za Leto napovedi šturovcev.[5] Leta 2022 se je dopolnilo točno dvesto let od rojstva nekaterih šturovcev – Jana Francisciha, Janka Krala, Jana Rotaridesa, Jana Kalinčiaka, Jozefa Karola Viktorina, Jakuba Grajchmana, Ludovita Jaroslava Šuleka, Avgusta Horislava Krčmeryha, Štefana Marka Daxnera, Samuela Galanda, Samuela Dobroslava Štefanoviča in drugih. Za Slovaško matico je njihov pomen ne le v tem, ker so bili nacionalni preporoditelji, ampak so mnogi izmed njih bili med prvimi matičiarji. Štefanu Marku Daxnerju je postavljen bronast doprsni kip pred drugo zgodovinsko zgradbo Slovaške matice.

- Nadaljuje se širitev Knjižnice Slovaške matice, katere fond je letos zajemal preko deset tisoč knjig.
- Septembra 2022 je bila po vseslovenskem posvetu Zapuščina šturske generacije uradno odprta Knjižnica Matice slovaške.
- Oktobra 2022 je Matica slovaška obeležila 260. obletnico rojstva Antona Bernoláka v Nové Zámce.[6]
- V Matici slovaškeso se spomnili tudi okrogle obletnice osebnosti Vladimírja Clementisa, Vladimírja Mináča,[7] Romana Kaliskýja[8] in Jozefa Miloslava Országha. Matični znanstvenik Pavol Parenička je prejel državno nagrado Vojtecha Zamarovskega za neleposlovje.[9]
- Matica slovaška je prejela uradno potrdilo o upravičenosti do raziskav in razvoja, ki ga je podelilo Ministrstvo za izobraževanje, znanost, raziskave in šport Slovaške republike.

2023
- Matica slovaška v letu 2023 nadaljuje s spominom na dvestoletnico družine Šturov, pa tudi družine Bernolákov.
- Leto 2023 je razglasila za 160. obletnico ustanovitve zavoda, LETO MATICE SLOVAŠKE.[5]
- Poleg tega Matice obeležujejo 1400. obletnico Samove državy in 1160. obletnico prihoda Cirila in Metoda na Veliko Moravsko ter 30. obletnico ustanovitve neodvisne Slovaške republike.[5]
- Potekala je slavnostna skupščina Matice slovaške, na kateri je bil potrjen program Matice slovaške in posodobljen statut Matice slovaške (slovaški kulturolog Dalimír Hajko je prejel tudi najvišjo nagrado).
- Ustanovljeni sta bili dve znanstveni področji: Kulturnofilozofsko področje Slovaške Matice in Slavistično področje Slovaške Matice.[10]
- V Bratislavi je bila ustanovljena Galerija Matice slovaške in revitaliziran je bil umetniški oddelek Slovaške Matice.[11]
- Matica slovaška je obeležila obletnice osebnosti Ambra Pietorja, Martina Čulena, Daniela Minicha, Jozefa Podhradskega, pa tudi obletnico družine Bernolák in obletnico smrti Antona Bernoláka. V produkciji Informacijskega centra Matice so bili tudi filmi o Františku Fugu, Vladimírju Hurbanu, Tomášu Červeňu, Samu Tomášiku in Imrichu Sedláku. Matica je izdala tudi brošure za 160 let Matice[12] za 80 let tiskarne Neografije[13] ter knjige o Samuelu Jurkoviču[14] in Petru Kellner-Hostinskem.[15]

2024
- Matica slovaška je leto 2024 razglasila za leto slovaških žensk v narodnem gibanju in objavila tudi uradne logotipe ob 80. obletnici slovaškega narodnega upora, 100. obletnici rojstva Ladislava Tažkýja, 120. obletnici rojstva Laca Novomeskýja, 160. obletnica rojstva Andreja Hlinke, obletnica družine Bernolák in Štúr.[5]
- Leta 2024 se je delegacija Matice slovaške udeležila praznovanja 160-letnice Slovenske Matice v Ljubljani.[16][17][18] Delegacija se je pogovarjala s predstavniki tujih slovanskih kultur (srbske, hrvaške, slovenščine in črnogorske), s pomembnimi osebnostmi slovenščine, kot sta zgodovinar Aleš Gabrič in filozof Ignacije Fridl Jarc, ter poslušala govore slovenskih pisateljev Miljana Cunta, Uroša Zupana in Braneta Senegačnika.[17] Slovaško Maticuje obiskal tudi veleposlanik Slovenije dr. Stanislav Raščan.[19]
- Vidne osebnosti slovaške znanosti Dalimír Hajko, Rudolf Dupkala, Josef Leikert so bili izvoljeni za častne predsednike kulturno-filozofskega oddelka Matice, ki ga vodi kulturolog Lukáš Perný.[20]
- Umetniki Matice slovaškeso svoja dela razstavljali v mestih Strasbourg in Bruselj.[21]
- Matica slovaška je začela sodelovati z Ministrstvom za zunanje zadeve Slovaške republike (Juraj Blanár).[22]
- Revija Slovaški razgledi je spremenila obliko in nastala je tudi posebna stran slovenskepohlady.sk.
- Matica slovaška je obeležila obletnico Mateja Bela (odprtje spominske sobe),[23] 105-letnico mr. Milana Rastislava Štefánika, 30. obletnica Ladislava Mňačka (komemorativne prireditve v Bratislavi[24]  in konferenca v Rimavski Soboti[25]; ob tej priložnosti je Matica slovaška počastila Jožefa Leikert za življenjsko delo), 160. obletnica rojstva Jozefa Murgaša[26] (predavanje) in druge. Matica je izdala tudi razširitev razstave o Štúrovcu (rojen 1824)[65], e-knjigo o Danielu Minichu,[27] posebne delovne zvezke, namenjene šolam na teme Samove državy in Velika Moravska, bernolákovci, štúrovci, zgodovina Matice, češkoslovaške legije in drugih.
- Slovaško Atiko je obiskal predsednik Slovaške republike Peter Pellegrini[28], a tudi češki veleposlanik Rudolf Jindrák[29]
- Leta 2024 je Matica podelila nagrado Štefanu Kvietiku

### 2025
- Leta 2025 je Matica podelila nagrado Petru Jarošu in posebno prireditev posvetila Štefanu Kvietiku (in memoriam), Dušanu Jamrichu in Jozefu Šimonoviču kot filmskim predstavnikom Ludevíta Štúrja ob njegovi 210. obletnici.[30]Delegacija Matice slovaške v zavodu Forum slovanskih kultur v Ljubljani
- Leto 2025 je razglasila za leto Slovakov v zamejstvu in po svetu, počastila pa je tudi 80. obletnico osvoboditve.[30]
- Delegacija Slovaške Matice med Lužiškimi Srbi na povabilo Lužiško-srbske MaticeSlovaška matica se je udeležila uradnih obiskov v Srbiji (Arhiv Vojvodine, Srbska matica)[31] in Sloveniji (Slovenska matica, Univerza v Ljubljani, Forum slovanskih kultur, Veleposlaništvo Slovaške v Sloveniji)[32] ter vzpostavila kulturno izmenjavo s Kazahstanom.[33] Leta 2025 je na povabilo Matice Lužiške (Maćice Serbske) obiskala tudi Lužiške Srbe (zavod Domowina, Lužiški inštitut, župniji Hodźij in Baćoń).[34]

## Predsedniki Slovaške matice:
- 1863–1869: Štefan Moyses (*1797–†1869)
- 1870–1875: Јоzef Коzaček (*1807–†1877)
- Od leta 1919 so bili na čelu Slovaške matice štirje predsedniki:
- 1919–1926: Маtuš Dula (*1846–†1926)
- 1919–1921: Pavol Orszagh Hviezdoslav (*1849–†1921)
- 1919–1926: František Richard Osvald (*1845–†1926)
- 1919–1950: Vavro Šrobar (*1867–†1950)
- 1922–1930: Јur Janoška (*1856–†1930)
- 1926–1943: Мarian Blaha (*1869–†1943)
- 1931–1939: Јаn Vanovič (*1856–†1942)
- 1931–1949: Јоzef Оrszagh (*1883–†1949)
- 1945–1954: Јur Hronec (*1881–†1959)
- 1945–1950 in 1968–1974 predsednik SM, 1974–1976 častni predsednik: Laco Novomesky (*1904–†1976)
- Začenjši od leta 1968 na čelu Slovaške matice je bil en predsednik:
- 1974–1990: Vladimir Minač (*1922–†1996)
- 1990: Viliam Jan Gruska (*1936–†2019)
- 1990–2010: Јоzef Markuš (*1944)
- 2010–2017: Маrian Tkač (*1949)
- od 2017: Маrian Gešper (*1980)